# بخش سیوگانگانا
بخش سیوگانگانا (به انگلیسی: Sivaganga district) یک منطقهٔ مسکونی در هند است که در تامیل‌نادو واقع شده‌است. بخش سیوگانگانا ۴٬۱۸۹ کیلومتر مربع مساحت و ۱٬۳۳۹٬۱۰۱ نفر جمعیت دارد.